# Wirus towarzyszący
Wirus towarzyszący (z języka angielskiego companion virus) – rodzaj wirusa komputerowego plikowego pisanego w językach wysokiego poziomu, który tworzy kopię zainfekowanego pliku. W momencie uruchamiania pliku aktywowana jest jego zainfekowana wersja. Powoduje to, że przed uruchomieniem danego programu, do którego należy zainfekowany plik (zwykle z rozszerzeniem EXE, COM lub BAT), aktywny staje się kod wirusa. W efekcie jednak nie dochodzi do zmian w zawartości zainfekowanych plików. Z tego względu można mówić o stosunkowo niskiej szkodliwości wirusów towarzyszących.